# Flirting with Disaster
Flirting with Disaster es una comedia estadounidense escrita y dirigida por David O. Russell sobre un joven padre en busca de sus padres biológicos y está protagonizada por Ben Stiller, Patricia Arquette, Téa Leoni, Mary Tyler Moore, George Segal, Alan Alda y Lily Tomlin. Fue exhibida en la sección Un Certain Regard del Festival de Cannes de 1996.

## Argumento
Mel Coplin y su esposa Nancy viven en Nueva York cerca de donde viven los padres adoptivos de Mel, los judíos neuróticos Ed y Pearl Coplin. Mel y Nancy acaban de tener a su primer hijo y se rehúsan a darle un nombre hasta que Mel pueda descubrir la identidad de sus padres biológicos. Luego de que la empleada de una agencia de adopción localizara a su madre biológica en una base de datos, Mel decide conocerla personalmente.
Tina, la sensual pero altamente incompetente empleada de la agencia decide acompañar a Mel, Nancy y el bebé en un viaje a San Diego para el encuentro tan esperado. El viaje, por supuesto, no acontece como fue planeado y termina siendo un tour por los Estados Unidos.
Primero Mel es presentado a Valerie, una rubia escandinava con raíces confederadas con dos hijas mellizas que son al menos 15 cm más altas que Mel. Rápidamente sale a la luz que Valerie no es la madre biológica de Mel, y Tina aclara la confusión comunicándose con la agencia. Mientras tanto, Nancy comienza a sentir celos cuando Tina y Mel comienzan a coquetear.
Luego el grupo se dirige a la parte rural de Míchigan con la esperanza de encontrar al hombre que figura como el que entregó al pequeño Mel a la agencia de adopción. El hombre, Fritz Boudreau, resulta ser un violento camionero. Sin embargo cuando descubre que Mel podría ser su hijo, se vuelve amigable y deja que éste maneje su camión semi-remolque, lo que resulta en un choque con una oficina postal.
Esto los lleva a toparse con dos agentes de la Agencia de Alcohol, Tabaco, Armas de Fuego y Explosivos, Tony y Paul, dos gais que tienen una relación sentimental (Tony resulta ser un excompañero de secundaria de Nancy).
Los cargos son retirados y Fritz Boudreau le dice a Mel que no es su padre, que solamente lo entregó porque los verdaderos estaban incapacitados. Tina localiza la dirección de éstos, la cual resulta ser en la parte rural de Nuevo México. Tony y Paul sorprenden a todos decidiendo unirse en el viaje.
Mientras Mel y Tina tienen un acercamiento, Nancy se encuentra ella misma coqueteando con Tony (quien retribuye la actitud), causando conflicto. El viaje continúa con más problemas y al fin la muchedumbre llega a la puerta de la casa de los padres biológicos de Mel, Richard y Mary Schlichting, quienes les piden quedarse hasta el otro día. Mientras que Richard y Mary son más que hospitalarios, el hermano biológico de Mel, Lonnie, es altamente grosero y celoso.
Durante la cena le dicen a Mel que tuvieron que darlo en adopción porque estaban en la cárcel por fabricación y distribución de LSD a finales de los 60s. Pero para más datos, lo siguen haciendo y se hace evidente cuando Lonnie, en un intento de drogar a Mel, termina haciéndolo accidentalmente con Paul, el agente.
Drogado como está, Paul trata de arrestar a Richard y Mary pero Lonnie lo noquea con una sartén. Deciden tratar de escapar usando el auto de Mel y colocando los suministros de ácido en el baúl mientras ultiman detalles a gran velocidad.
Los padres adoptivos de Mel llegan pero cambian de opinión (ignorando lo que ocurre) y deciden regresar, tomando el auto equivocado. Cuando vuelven a cambiar de opinión y hacen un giro en U en la ruta sin mirar, ambas familias chocan. Ed y Pearl son arrestados mientras Richard, Mary y Lonnie escapan a México.
Sin saber lo que ha pasado, Mel le cuenta algunas historias de la cena a Nancy y concuerdan en llamar García al bebé en honor a Jerry Garcia. Al otro día Paul explica lo sucedido y logra liberar a los padres de Mel, quienes están felices de escucharlo decir que son sus padres. 
Un montaje de la continuación de sus vidas unos pocos meses después continúa sobre los créditos finales.

## Elenco
- Ben Stiller como Mel Coplin.
- Patricia Arquette como Nancy Coplin.
- Téa Leoni como Tina Kalb.
- Mary Tyler Moore como Pearl Coplin.
- George Segal como Ed Coplin.
- Alan Alda como Richard Schlichting.
- Lily Tomlin como Mary Schlichting.
- Celia Weston como Valerie Swaney.
- David Patrick Kelly como Fritz Boudreau.
- Josh Brolin como Tony Kent.
- Richard Jenkins como Paul Harmon.
- Glenn Fitzgerald como Lonnie Schlichting.